# Leere Wiege

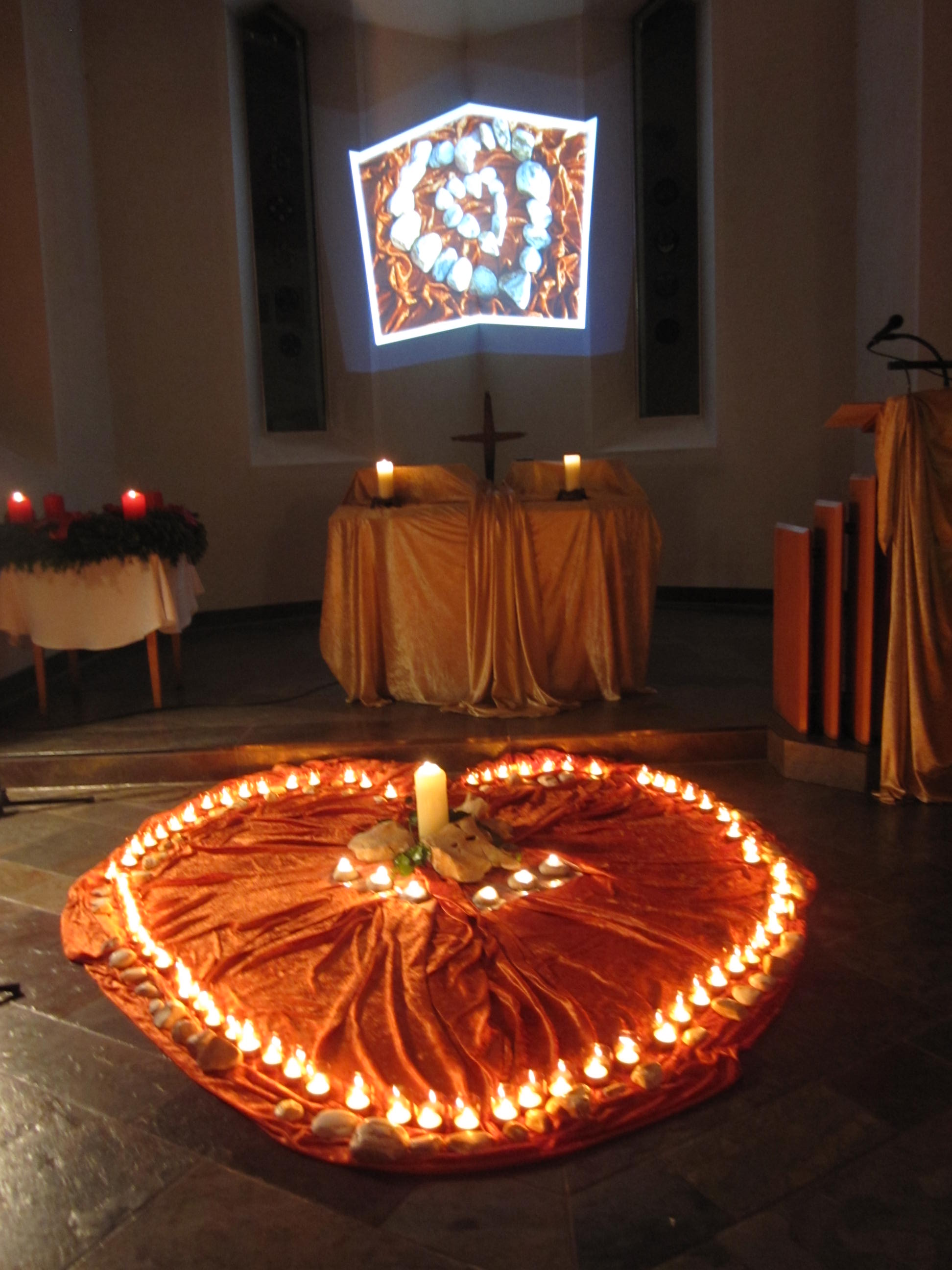
Kerzen bei einer Gedenkfeier in Landau, 2013

Leere Wiege ist eine Bezeichnung für Selbsthilfegruppen für Mütter und Väter, die ihr Baby durch Fehl-, Früh- oder Totgeburt oder im ersten Lebensjahr verloren haben. Gruppen dieses Namens sind keiner zusammenhängenden, übergeordneten Organisation angeschlossen. Die Gruppen nutzen die Bezeichnung entweder als bloßen Namensgeber, gründeten lokale Vereine dieses Namens oder sind größeren Vereinen angeschlossen, wie z. B. Initiative Regenbogen „Glücklose Schwangerschaft“.

## Schwerpunkte
Typische Schwerpunkte ihrer Tätigkeit sind:
- Begleitung bei der Bestattung toter Babys: Selbst Beerdigungsinstitute wissen oft nicht, wie sie mit Totgeborenen verfahren sollen.
- Einrichtung von Grabstätten für nicht bestattungspflichtige Totgeborene: Totgeburten unter einem bestimmten Mindestgewicht sind in Deutschland nicht bestattungspflichtig, das heißt, sie werden als Klinikabfall behandelt. Im Extremfall durften die Eltern ihr tot geborenes Kind nicht einmal bestatten lassen. „Leere Wiege“ war mit daran beteiligt, für diese Kinder in mehreren Friedhöfen Grabstätten einzurichten.
- Fortbildungen von Hebammen und Klinikpersonal: Oft ist das medizinische Personal überfordert, wenn es darum geht, mit den Betroffenen angemessen umzugehen. „Leere Wiege“ hat diesen Zustand durch Schulung und Faltblätter zumindest gemildert.
- Öffentlichkeitsarbeit: Der Öffentlichkeit ist es – noch mehr als dem Fachpersonal – nicht bekannt, welche sozialen und rechtlichen Implikationen eine Totgeburt mit sich bringt. Selbst Standesämter sind mit den rechtlichen Aspekten dieses Themas nicht vertraut.

## Österreich
In Österreich wird das Lemma nicht nur für Selbsthilfegruppen, sondern auch für unterstützende Angebote durch Fachleute gebraucht.
Es handelt sich dabei um eine interdisziplinäre Gruppe von Krankenhausmitarbeitern, die eine umfassende Unterstützung der betroffenen Eltern gewährleisten wollen.